# Shijiang (sockenhuvudort i Kina, Jiangxi Sheng, lat 27,82, long 115,72)
Shijiang är en sockenhuvudort i Kina. Den ligger i provinsen Jiangxi, i den sydöstra delen av landet, omkring 97 kilometer söder om provinshuvudstaden Nanchang. Antalet invånare är 11 720. Befolkningen består av 5 322 kvinnor och 6 398 män. Barn under 15 år utgör 21,0 %, vuxna 15-64 år 70 %, och äldre över 65 år 7,0 %.
Runt Shijiang är det ganska tätbefolkat, med 139 invånare per kvadratkilometer. Närmaste större samhälle är Tielu, 8,4 km nordost om Shijiang. I omgivningarna runt Shijiang växer huvudsakligen savannskog.
Genomsnittlig årsnederbörd är 2 267 millimeter. Den regnigaste månaden är juni, med i genomsnitt 364 mm nederbörd, och den torraste är oktober, med 22 mm nederbörd.